# Hayama (Giappone)
Hayama (葉山町?) è una cittadina giapponese della prefettura di Kanagawa.